# Humbert V van Beaujeu
Humbert V van Beaujeu (1197 - 1250) was heer van Beaujeu in het hertogdom Bourgondië. Hij gold als een energieke krijgsheer en was connétable van Frankrijk.

## Levensloop
In 1216 volgde hij zijn vader Guichard IV op als heer van Beaujeu. Hierin werd hij tijdens het eerste jaar bijgestaan door zijn moeder Sybille van Henegouwen.
In 1226 nam hij het commando op van het koninklijke leger om Languedoc te onderwerpen. Hij werd vervolgens door koning Lodewijk IX, zijn neef, aangesteld als gouverneur van Languedoc. Hij vocht ook in Guyenne en slaagde erin om Richard van Cornwall, de broer van de Engelse koning, terug naar Engeland te dringen.
In 1232 ondernam hij een bedevaart naar Compostella.

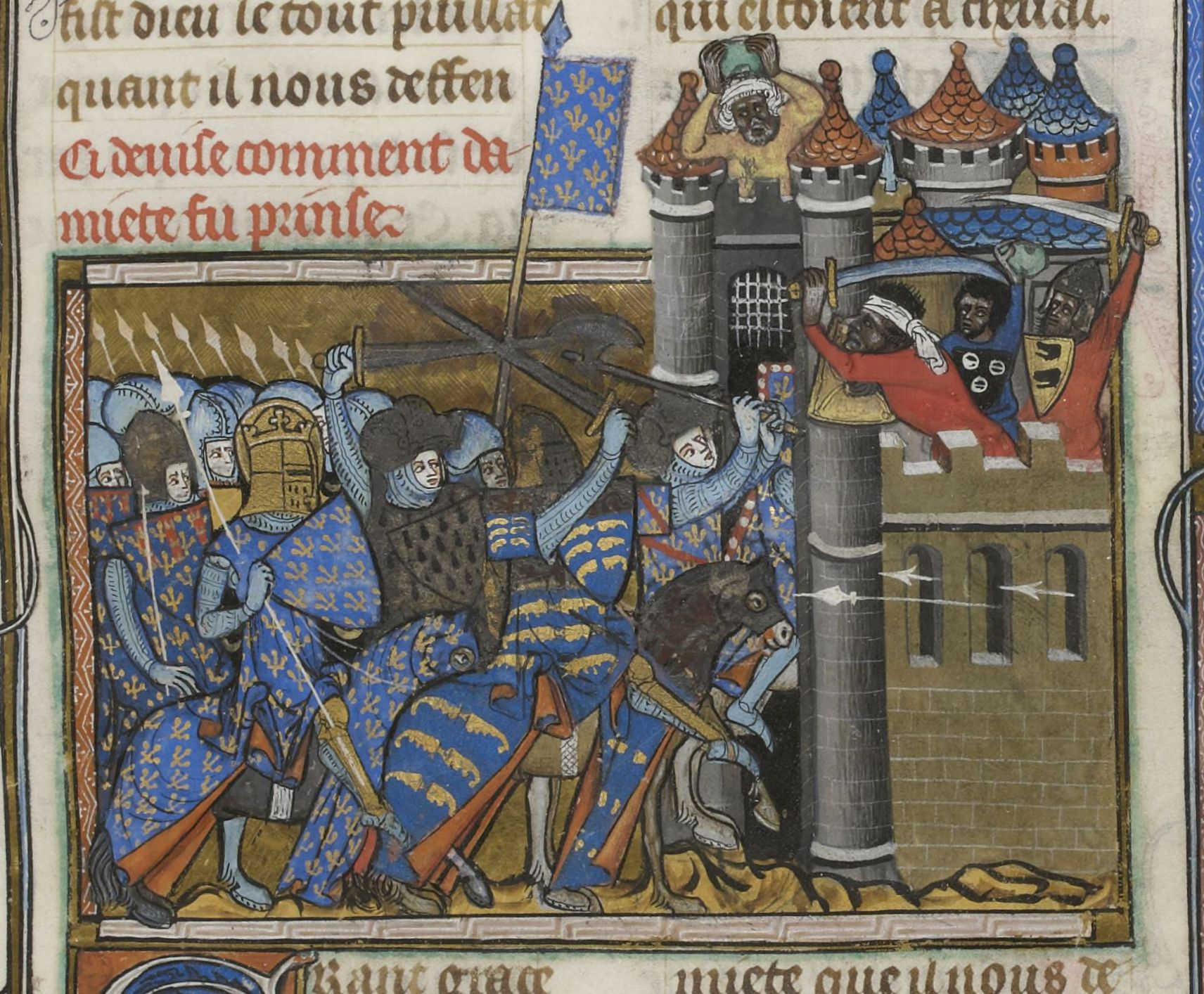
Het Beleg van Damietta (1249)

In 1239 vergezelde hij zijn neef Boudewijn naar Constantinopel voor zijn kroning als Latijnse keizer. Hij moest overhaast terugkeren naar Frankrijk om een opstand door de graaf van Toulouse te onderdrukken. Hij slaagde hierin door het gebied te brandschatten en zo de graaf van Toulouse naar de onderhandelingstafel te dwingen. Het gebied rond Toulouse kwam in het koninklijke domein en Humbert werd benoemd tot connétable van Frankrijk. In 1248 stuurde koning Lodewijk IX Humbert naar Venetië om geldelijke steun te bekomen voor de Zevende Kruistocht. Hij vergezelde vervolgens de koning op kruistocht en onderscheidde zich tijdens het beleg van Damietta. Nadat de koning gevangen was genomen, was Humbert een van de edellieden die zich als gijzelaar gaven voor de vrijgave van de koning. Hij overleed tijdens zijn gevangenschap als gevolg van ziekte en mishandeling.

## Huwelijk en kinderen
Humbert huwde met Marguerite van Bâgé, die zich actief inliet met het bestuur van Beaujolais. Hij probeerde tevergeefs de verloren gebieden van Beaujolais in Forez te heroveren. Hij sloot dan maar vrede met de graaf van Forez en beloofde zijn dochter Isabelle aan graaf Guy IV van Forez. Hij werd opgevolgd door zijn zoon Guichard, die nog minderjarig was bij de dood van zijn vader.